# Lasionycta fumida
Lasionycta fumida là một loài bướm đêm trong họ Noctuidae.